# Даньшин, Василий Васильевич
Василий Васильевич Даньшин (1938 — 5 мая 1994) — бригадир изоляционно-укладочной колонны специализированного управления № 5 треста «Спецгазстрой» Министерства строительства предприятий нефтяной и газовой промышленности СССР, Ханты-Мансийского национального округа Тюменской области Герой Социалистического Труда (05.10.1973).

## Биография
Родился в 1938 году на территории Орловской (ныне — Брянской) области. Русский.
После прохождения срочной службы в Советской Армии работал в монтажно-строительных организациях, с 1966 года — в тресте «Спецгазстрой»	(Нефтеюганск) Тюменской области. Он в совершенстве освоил и первоклассно управлял всеми видами нефтегазопроводной техники, работал машинистом изоляционной машины, затем — машинистом-трубоукладчиком, бригадиром изоляционно-укладочной колонны специализированного управления № 5 на строительстве ряда газо- и нефтепроводов на территории Тюменской области.
По итогам работы в 8-й пятилетке (1966—1970) был награждён орденом Трудового Красного Знамени.
Особенно бригада Даньшина отличилась на строительстве нефтепровода Самотлор — Усть- Балык — Курган — Уфа — Альметьевск, которое велось в тяжелейших погодных условиях. В марте 1972 года коллектив бригады был удостоен почётного звания «бригада коммунистического труда». В конце июня 1973 года нефтепровод был досрочно введён в строй.
Указом Президиума Верховного Совета СССР от 5 октября 1973 года за выдающиеся производственные успехи, достигнутые при строительстве нефтепровода Самотлор — Усть- Балык — Курган — Уфа — Альметьевск, Даньшину Василию Васильевичу присвоено звание Героя Социалистического Труда с вручением ордена Ленина и золотой медали «Серп и Молот».
Этим же указом высокого звания были удостоены ещё пятеро строителей нефтепровода (Амвросьев, Михаил Григорьевич и др.), многие члены его бригады были награждены орденами и медалями.
После выхода на пенсию проживал в областном центре — городе Брянске.
Скончался 5 мая 1994 года в городе Брянске.

## Семья
- Был женат

## Награды
- Золотая медаль «Серп и Молот» (05.10.1973);
- Орден Ленина (05.10.1973).
- Орден Трудового Красного Знамени (30.03.1971)
- Медаль «За трудовую доблесть»
- Медаль «В ознаменование 100-летия со дня рождения Владимира Ильича Ленина» (6 апреля 1970)
- Медаль «Ветеран труда»
- медалями ВДНХ СССР: